# Gastone Prendato
Gastone Prendato (né le 4 mars 1910 à Padoue en Vénétie et mort le 27 octobre 1980 dans la même ville) est un joueur et entraîneur de football (milieu de terrain) italien.
Il a surtout joué avec l'équipe de sa ville, le Calcio Padoue, qui a joué la première édition du championnat de Serie A.

## Biographie

### Joueur de club
Formé au Petrarca Padoue, il se fait véritablement connaître sous les couleurs du club de sa ville natale, le Calcio Padoue, lors de la saison 1928-1929, club avec qui il reste jusqu'à la fin de la saison 1930-1931, faisant ses débuts en Serie A le 6 octobre 1929 lors d'un Padoue-Modène, 1-3. Lors de la saison 1930-31, il termine meilleur buteur (capocannoniere) de Serie B avec 25 réalisations, avant de rejoindre lors de la saison 1931-1932 la Fiorentina, où il débute le 20 septembre 1931 lors d'un Milan-Fiorentina, 1-1. Il reste avec la viola 4 saisons, totalisant 81 matchs et 20 buts. 
Lors de la saison 1935-1936, il rejoint la quintuple championne d'Italie, la Juventus (il y dispute sa première rencontre le 16 juillet 1935 lors d'une défaite 2-0 contre le Sparta Prague), club avec qui il joua en tout 11 matchs en championnat sans but inscrit, mais 3 matchs et un but lors de la Coupe d'Europe centrale 1935. L'année suivante, il s'engage avec la Roma, où il joue 10 matchs et marque 2 buts, pour ensuite retourner au Calcio Padoue en Serie B lors de la saison 1937-1938. 
Il termine sa carrière à Sandonà en Serie C, avec qui il joue les saisons 1938-1939, 1939-1940 et 1940-1941 au cours desquelles il assuma le double rôle d'entraîneur-joueur.

### Joueur en sélection
En sélection, Prendato n'a joué qu'un seul match, avec l'équipe B italienne, le 2 avril 1933.

### Entraîneur
En tant qu'entraîneur, il a tout d'abord pris les rênes des clubs de Sandonà et de l'Adriese, avant d'entraîneur son club, le Calcio Padoue durant la saison de Serie A 1951-1952. Il fut ensuite remplacé par Pietro Pasinati. 
En 1955, il devient le nouvel entraîneur du Trapani à la place de Giliberti. De 1958 à 1960, il rejoint pour deux saisons le Cosenza Calcio 1914. Lors de la saison de Serie C 1961-1962, il redevient l'entraîneur de Trapani à la place de Ottorino Dugini. Il retourne ensuite à Sandonà en Serie D 1964-1965 pour qui il reste deux saisons.

## Palmarès
| Padoue - Serie B : - Meilleur buteur : 1930-31 (25 buts). |  | AS Roma - Coupe d'Italie : - Finaliste : 1936-37. |